# Boscănată neagră
Boscănată neagră sau Boșcanală neagră este un vechi soi românesc de struguri întâlnit mai mult în Dobrogea. Face parte din același sortogrup cu Boscănată albă. Strugurii erau mici, cu boabele foarte dese. Pielița era subțire, de culoare neagră, iar miezul cărnos. Producția de struguri era mare, iar vinurile roșii obținute erau fără calități deosebite.